# PaperChild
PaperChild（ペーパーチャイルド）は紙を用いた創作表現技法のひとつ。またはそれを撮影した画像。

## 概要
人物を描いた小さな紙を切り抜いて人形を作り、実在の人物や物体等の外的要因に触れる環境におく。人形にはあらかじめ「外的要因に対する反応」が描かれており、「『紙で作られた人物』と『実在するもの』が何らかの交流を行っている」という状況が（擬似的に）成立する（例：髪の毛を引っ張られた人形が痛そうな表情をする、食べ物を見ている人形がよだれをたらしている、等）。狭義におけるPaperChildはこの時点で完成しているが、状況を撮影することにより、「静止したままの対象」や「アプローチの過程」という「表現と現実の違和感」が取り除かれ、「二次元と三次元の枠を超えた交流」という純粋な表現としてのPaperChildが完成する。同じく紙を使う表現形態である飛び出す絵本やペーパークラフトとの最大の違いは、PaperChildがあくまで平面的なイラストであり、形式的にではあるにせよ「二次元側もしくは三次元側から異なる次元へのアプローチを試みている」点にある。2004年に韓国のイラストレーター（現・漫画Maximum Rideの作者ナレー・リー）によって「PaperChild」と称したエントリーがDaumのコミュニティーに投稿されたのが起源と言われている。安養化学大学の「やらないで。シリーズ」を模倣した物で問題になった。